# Skåtøy kommun
Skåtøy kommun (norska: Skåtøy kommune) var en kommun i Telemark fylke i södra Norge. Kommunen omfattade ett område i den östra delen av nuvarande Kragerø kommun (landsbygden kring staden Kragerø). Bebyggelsen på ön Skåtøy utgjorde kommunens centralort.

## Administrativ historik
Skåtøy kommun upprättades den 1 januari 1882 genom utbrytning ur Sannidals kommun. Kommunen hade 3 907 invånare vid upprättandet.
Den 1 januari 1891 överfördes ett bebott område (med 809 invånare) från Skåtøy kommun till den angränsande stadskommunen Kragerø.
Den 1 januari 1960 gick Skåtøy kommun, tillsammans med Sannidals kommun, upp i Kragerø kommun. Kommunens hade då 3 208 invånare.